# Ornithine
Ornithine là một amino acid không tạo protein có vai trò trong chu trình urê. Ornithine được tích lũy bất thường trong cơ thể trong tình trạng thiếu hụt ornithine transcarbamylase. Các gốc là ornithyl.

## Vai trò trong chu trình urê
Ornithine là một trong những sản phẩm hoạt động của enzyme arginase trên l  - arginine, tạo urê. Do đó, ornithine là một phần trung tâm của chu trình urê, cho phép thải nitơ dư thừa. Ornithine được tái chế và, theo một cách nào đó, là một chất xúc tác. Đầu tiên, amonia được chuyển thành carbamoyl phosphate (H
2NC(O)OPO2−
3). Ornithine được chuyển đổi thành một dẫn xuất urê tại nitơ terminal (cực cuối) bởi carbamoyl phosphate synthetase. Một nitơ khác được thêm vào từ aspartate, tạo ra fumarate khử nitơ và arginine (một hợp chất guanidinium) được thủy phân trở lại ornithine, tạo ra urê. Nitrogen của urê đến từ amonia và aspartate, và nitơ trong ornithine vẫn còn nguyên.

Ornithine không phải là một amino acid được mã hóa bởi DNA, nghĩa là không tạo protein. Tuy nhiên, trong các mô không phải của động vật có vú, việc sử dụng chính của chu trình urê là trong sinh tổng hợp arginine, vì vậy, như một chất trung gian trong các quá trình trao đổi chất, ornithine khá quan trọng.

## Phản ứng khác
Ornithine, thông qua hoạt động của ornithine decarboxylase (EC 4.1.1.17), là điểm khởi đầu cho quá trình tổng hợp các polyamines như putrescine.
Ở vi khuẩn, chẳng hạn như E. coli, ornithine có thể được tổng hợp từ l-glutamate.

Ornithine cho con bú

## Nghiên cứu

### Chống mệt mỏi
-Bổ sung thuốc giảm mệt mỏi ở các đối tượng trong một nghiên cứu kiểm soát giả dược bằng cách sử dụng máy đo chu kỳ. Kết quả cho thấy nó có tác dụng chống mệt mỏi trong việc tăng hiệu quả tiêu thụ năng lượng và thúc đẩy bài tiết amonia.

### Tăng lực cử tạ
Bổ sung amino acid, thường được bán cho người tập thể hình và người tập tạ với tuyên bố tăng mức độ hormone tăng trưởng của con người (HGH), khối lượng cơ bắp và sức mạnh. Một nghiên cứu lâm sàng báo cáo rằng ornithine ở mức 2 g / ngày không làm tăng HGH. Một đánh giá về chủ đề đã kết luận "Việc sử dụng các amino acid cụ thể để kích thích giải phóng GH của các vận động viên không được khuyến khích." 